# The Call (film)
The Call är en amerikansk långfilm från 2013 i regi av Brad Anderson, med Halle Berry, Abigail Breslin, Morris Chestnut och Michael Eklund i rollerna.

## Handling
Jordan Turner (Halle Berry) tar emot nödsamtal. En kväll får hon ett samtal från tonårstjejen Leah som berättar att en man brutit sig in i hennes hus. Efter att Leah  med Jordans hjälp lyckas hålla sig gömd avbryts samtalet. Jordan ringer upp, vilket avslöjar tjejens gömställe och mannen som brutit sig in avbryter samtalet med orden "It's already done". Jordan får efter ett par dar reda på att Leah blev mördad. 6 månader senare har Jordan istället börja träna nya larmmottagare; men när en tjej (Casey Welson) råkar ut för samma mördare igen tvingas hon med tveksamhet ta över samtalet.

## Rollista
| Halle Berry       | – Jordan Turner           |
| Abigail Breslin   | – Casey Welson            |
| Morris Chestnut   | – Konstapel Paul Phillips |
| Michael Eklund    | – Michael Foster          |
| David Otunga      | – Officer Jake Devans     |
| Michael Imperioli | – Alan Denado             |
| Justina Machado   | – Rachel                  |
| José Zúñiga       | – Marco                   |
| Roma Maffia       | – Maddy                   |

## Mottagande
Med en budget på endast $13 miljoner dollar har filmen spelat in över $50 miljoner dollar i USA. Mottagandet hos recensenterna har dock varit svalare, på Rotten Tomatoes är 40% av 92 recensioner positiva. Svenska Dagbladets recensent Jan Söderqvist gav filmen 3 av 5 och beskriver hur det först byggs upp en väl fungerande spänning, men mot slutet av filmen tappar den till stora delar detta:
| ” | Sedan händer någonting. Jordan lämnar luren och övergår till handfast handlande, vilket varken regissören eller Halle Berry lyckas göra särskilt övertygande. Och kameran börjar krypa lystet över Caseys halvt avklädda kropp, vilket helt saknar täckning i den besynnerliga gärningsmannaprofil filmen dukar fram. Kidnapparen framträder både för tydligt och för otydligt på samma gång. | „ |